# タナー・チャナブット
タナー・チャナブット（タイ語: ธนา ชะนะบุตร、1984年6月6日 - ）は、タイ王国の元サッカー選手。元タイ王国代表。現役時代のポジションはFWもしくはMF。マン（แมน）の愛称でも知られている。

## クラブ歴
タイ・タバコ・モノポリーFCで選手となった後、プロヴィンシャル・エレクトリック・オーソリティーFC(PEA FC)に移籍した。2008年にはパタヤ・ユナイテッドFCに移籍したものの、チョンブリーFCにレンタルされ、PEAからライバルクラブへの移籍となった。タイ・プレミアリーグ2008でチョンブリーは2位の成績を残した。その後パタヤ・ユナイテッドに復帰した。
2012年にイーサーン・ユナイテッドFCに移籍し、同年ポリス・ユナイテッドFCに移籍した。2016年にはタイ・ポートFCに移籍した。

## 代表歴
2008年3月15日に行われた中国代表との親善試合で代表初得点。同年に行われた2010 FIFAワールドカップ・アジア3次予選では日本代表と対戦したものの、0-3で敗れた。その後、2018 FIFAワールドカップ・アジア3次予選ではアラブ首長国連邦代表から得点を奪った。

## 個人成績
2016年10月11日現在
| タイ王国代表 |      |      |
| 年           | 出場 | 得点 |
| 2008         | 9    | 1    |
| 2012         | 2    | 0    |
| 2013         | 1    | 0    |
| 2015         | 3    | 1    |
| 2016         | 6    | 1    |
| 計           | 21   | 3    |

代表での得点一覧
| #  | 日附           | 場所                                                               | 対戦相手             | 得点 | 結果 | 大会                                   |
| -- | -------------- | ------------------------------------------------------------------ | -------------------- | ---- | ---- | -------------------------------------- |
| 1. | 2008年3月15日  | 雲南省昆明市昆明拓東体育場                                         | 中華人民共和国       | 3–3  | 3–3  | 親善試合                               |
| 2. | 2015年11月12日 | バンコク・ラジャマンガラ・スタジアム                               | チャイニーズタイペイ | 4–2  | 4–2  | 2018 FIFAワールドカップ・アジア2次予選 |
| 3. | 2016年10月6日  | アブダビ・アル・ジャジーラ・ムハンマド・ビン・ザーイド・スタジアム | アラブ首長国連邦     | 1–2  | 1–3  | 2018 FIFAワールドカップ・アジア3次予選 |

## タイトル

### クラブ
タイ・タバコ・モノポリー
- タイ・プレミアリーグ (1): 2004-05

ポリス・ユナイテッド
- タイ・ディヴィジョン1リーグ (1): 2015

### 代表
タイU-23
- 東南アジア競技大会: 2003, 2007

### 個人
- タイ・ディヴィジョン1リーグ得点王: 2015